# Михајло Војнић
Михајло Војнић (Кнежевина Србија, 14. март 1870 — Досон, 15. март 1977), такође познат и као Мајкл Вајниџ (енгл. Michael Winage) био је српско-канадски рудар, пионир и авантуриста који се населио у Јукону током златне грознице у Клондајку. Војнић је живео 107 година.

## Биографија
Михајло Војнић је рођен у непознатом месту у Кнежевини Србији 14. марта 1870. године. Године 1882. напустио је Србију и упутио се за Канаду. Тврдио је да је био водич и да је путовао чак до Аклавика, као и да је био позорник Краљевске канадске коњичке полиције.
До његовог доласка у Јукон 5. марта 1900. године са својим псима и коњима, злато је већ било откривено у другим местима у Канади и на Аљасци, изазваши нову грозницу, овог пута ван Клондајка.
Иако је Златна грозница у Клондајку била практично готова, Војнић је ипак почео да истражује. УЈукон-Винаџу је првобитно био познат као „Велики Мајк“ због своје крупноће. Након што је постао дрвосеча, постао је познат као „Пиљевина Мајк“. Након што је 1918. помагао у истовару 400 тона угља, коначно је постао познат као „Црни Мајк“, надимак који га је задржао до краја живота.

## Последње године
Године 1968, са 98 година, Војнић је уврштен у чланак Националне географије о „Канадском северу“, који је пренео да Војнић још увек планира да тражи злато по брдима. Тврдећи да је надживео своје три жене и све своје пријатеље, последњих 20 година живота провео је у Макдоналд Лоџу, старачом дому у Досону. Преминуо је дан након 107. рођендана.